# علي حمية
علي حمية (1977 - ) سياسي لبناني كان يشغل منصب وزير الأشغال العامة والنقل في حكومة نجيب ميقاتي منذ 10 سبتمبر 2021 وحتى فبراير 2025، حيث تولى المنصب فايز رسامني.